# Bruk korytowy
Bruk korytowy – najgrubszy materiał skalny składany na dnie koryta rzecznego, zwykle związany z głównym nurtem. Tworzy się dzięki wymywaniu z danej strefy dna przez prąd lżejszych i drobniejszych ziaren.